# Anisotremus pacifici
Anisotremus pacifici és una espècie de peix pertanyent a la família dels hemúlids.

## Descripció
- Pot arribar a fer 35 cm de llargària màxima (normalment, en fa 20).
- Cos comprimit.
- Boca petita amb llavis molsuts.
- Aletes negroses.[6][7][8][9]

## Hàbitat
És un peix marí, demersal i de clima tropical.

## Distribució geogràfica
Es troba al Pacífic oriental: des de Mèxic fins al Perú.

## Ús comercial
Es comercialitza fresc.

## Observacions
És inofensiu per als humans.